# Stibadocerella albitarsis
Stibadocerella albitarsis är en tvåvingeart som först beskrevs av de Meijere 1919.  Stibadocerella albitarsis ingår i släktet Stibadocerella och familjen mellanharkrankar. Inga underarter finns listade i Catalogue of Life.